# Liste der denkmalgeschützten Objekte in Innsbruck-Mühlau
Die Liste der denkmalgeschützten Objekte in Innsbruck-Mühlau enthält die 41 denkmalgeschützten, unbeweglichen Objekte der Innsbrucker Katastralgemeinde Mühlau.

## Denkmäler
| Foto |                 | Denkmal | Standort                                                         | Beschreibung | Metadaten |
| ---- | --------------- | --- | ---------------------------------------------------------------- | --- | --- |
| ja   | Datei hochladen | Wohnhaus, ehem. Badhaus HERIS-ID: 55722 Objekt-ID: 64528 TKK: 6210                                                          | Anton-Rauch-Straße 30 Standort KG: Mühlau                        | Die 1786 begründete Badeanstalt mit Kurbetrieb an der Mühlauer Brücke wurde immer wieder erweitert und 1841 zu einem Gast- und Badhaus umgebaut. Das langgestreckte Gebäude über rechteckigem Grundriss wird heute als Wohnhaus genutzt. Die drei Mittelachsen treten risalitartig hervor, weisen einen Holzbalkon im Schweizerstil auf Konsolen auf und werden von einem Dachreiter bekrönt. In der mittleren Achse befindet sich auch ein hohes Rundbogenportal in Breccierahmung. Im Inneren hat sich der ehemalige Kursaal mit Decken- und Wandmalereien von 1862 erhalten. | BDA-Hist.: Q38067469 Status: Bescheid Stand der BDA-Liste: 2025-06-30 Name: Wohnhaus, ehem. Badhaus GstNr.: 479/17                                                                            |
| ja   | Datei hochladen | Ehem. Postamt HERIS-ID: 39572 Objekt-ID: 39344 TKK: 115865                                                                  | Anton-Rauch-Straße 39 Standort KG: Mühlau                        | Das 1937–1939 errichtete ehemalige Postamt ist ein typisches Beispiel der Tiroler Architektur der Zwischenkriegszeit. Das zweigeschoßige Gebäude mit ausgebautem Dachgeschoß und vorkragendem Satteldach ist funktionell und schlicht gestaltet. Die zwei mittleren Fensterachsen im Erdgeschoß sind zur Belichtung der Schalterhalle breiter als die übrigen. Das Fresko an der Fassade wurde 1939 von Luis Alton geschaffen. | BDA-Hist.: Q37990111 Status: Bescheid Stand der BDA-Liste: 2025-06-30 Name: Ehem. Postamt GstNr.: .326                                                                                        |
| ja   | Datei hochladen | Bürgerhaus, Außenerscheinung u. Halle im EG HERIS-ID: 39573 Objekt-ID: 39345 TKK: 115927                                    | Ferdinand-Weyrer-Straße 1 Standort KG: Mühlau                    | 1511 ließ Kaiser Maximilian I. das „Bilderhaus“ zur Aufbewahrung der fertigen Statuen seines Grabmals erbauen. Es wurde südlich an die Gusshütte angeschlossen und beherbergte im vorderen Drittel Wohnräume, dahinter eine große Halle für die Statuen. Zwischen 1565 und 1571 wurde das Gebäude umgebaut und mit einem Obergeschoß mit hohem Giebeldach versehen. Die Halle wurde dabei entweder erstmals oder neu eingewölbt. Das Gebäude ging damals an den Hammerschmied Benedikt Dillitz. Ab 1795 diente es als Gemeindehaus und Schule von Mühlau, im 19. Jahrhundert wurde es zum Fabriksgebäude, in den 1870er Jahren zum Wohnhaus umgebaut. Die Fassade ist neubarock gestaltet, das Kreuzgewölbe der dreischiffigen, vierjochigen Halle wird von sechs Brecciesäulen von 1570 getragen. | BDA-Hist.: Q37990122 Status: Bescheid Stand der BDA-Liste: 2025-06-30 Name: Bürgerhaus, Außenerscheinung u. Halle im EG GstNr.: .7                                                            |
| ja   | Datei hochladen | Nordkettenbahn – Bahnstation Hafelekar HERIS-ID: 39574 Objekt-ID: 39346 TKK: 115951                                         | Hafelekar 1 Standort KG: Mühlau                                  | Die Bergstation Hafelekar der Nordkettenbahn wurde wie die Talstation und die Station Seegrube von Franz Baumann entworfen und 1927/28 errichtet. Der technisch wie architektonisch anspruchsvolle Bau schmiegt sich an einen Felsen und steigt mit dem Gelände an. Das Betriebsgebäude geht in einen Rundbau über, der das Restaurant mit großen Fensterreihen über das Inntal beherbergt. Vertäfelungen, Balkendecke und das ebenfalls von Baumann entworfene massive Mobiliar sind aus Holz. | BDA-Hist.: Q64026787 Status: Bescheid Stand der BDA-Liste: 2025-06-30 Name: Nordkettenbahn – Bahnstation Hafelekar GstNr.: .253 Nordkettenbahn Station Hafelekar                              |
| ja   | Datei hochladen | Mühlauer Eisenbahnbrücke (bei Rauchmühle) HERIS-ID: 111229 Objekt-ID: 129020                                                | bei Haller Straße Standort KG: Mühlau                            | Die Mühlauer Eisenbahnbrücke wurde mit der Bahnstrecke Kufstein–Innsbruck im Zeitraum 1853 bis 1858 erbaut. Die dreibogige Steinbrücke über den Inn hat zwei massive Steinpfeiler und beidseitig an den Ufern Widerlager aus weißem Kramsacher Marmor. Über einem leicht auskragenden Gesimse befindet sich ein Eisengeländer. Sie ist die einzige im Originalzustand erhaltene Brücke dieser Art auf der Strecke München – Verona. Die Brücke überquert den Inn zwischen den Innsbrucker Katastralgemeinden Innsbruck und Mühlau. | BDA-Hist.: Q37822730 Status: Bescheid Stand der BDA-Liste: 2025-06-30 Name: Mühlauer Eisenbahnbrücke (bei Rauchmühle) GstNr.: 851, 342/1 Mühlauer Eisenbahnbrücke                             |
| ja   | Datei hochladen | Basispunkt der Landvermessung HERIS-ID: 84181 Objekt-ID: 98266 TKK: 115953                                                  | Haller Straße Standort KG: Mühlau                                | Die Basislinie der Tiroler Landesvermessung 1851 wurde zwischen Hall und Innsbruck gezogen. Dieser Basispunkt markiert das westliche Ende der Grundlinie, der östliche Endpunkt befindet sich in Hall in Tirol. | BDA-Hist.: Q38182169 Status: § 2a Stand der BDA-Liste: 2025-06-30 Name: Basispunkt der Landvermessung GstNr.: 269 Triangulation point, Mühlau                                                 |
| ja   | Datei hochladen | Figurenbildstock hl. Johannes Nepomuk im Traklpark HERIS-ID: 84183 Objekt-ID: 98268 TKK: 115952                             | Haller Straße Standort KG: Mühlau                                | Die Statue des hl. Nepomuk stammt aus dem 18. Jahrhundert. Sie stand bis 1843 an der alten Mühlauer Innbrücke, anschließend an der Mauer des Mühlauer Badhauses. 1958 wurde sie restauriert und im Traklpark an der Innbrücke aufgestellt. | BDA-Hist.: Q38182180 Status: § 2a Stand der BDA-Liste: 2025-06-30 Name: Figurenbildstock hl. Johannes Nepomuk im Traklpark GstNr.: 425/1 Nepomukbildstock im Traklpark                        |
|      | Datei hochladen | Drei Bildstöcke HERIS-ID: 77801 Objekt-ID: 91433                                                                            | Haller Straße Standort siehe Beschreibung KG: Mühlau GstNr.: 831 | Die Bildstöcke sind Teil der von Erzherzog Ferdinand II. Ende des 16. Jahrhunderts gestifteten lokalen Wallfahrtsstätte Maria Loreto in Thaur. Insgesamt 15, aus Brekziesteinen errichtete Bildstöcke säumen den historischen Weg von Innsbruck nach Thaur entlang der heutigen Bundesstraße. Die Bildsäulen stehen auf einem Sockel, sie haben einen abgefasten Schaft und ein quadratisches Tabernakelgehäuse. | BDA-Hist.: Q64026430 Status: § 2a Stand der BDA-Liste: 2025-06-30 Name: Drei Bildstöcke Rosary Innsbruck - Thaur                                                                              |
| ja   | Datei hochladen | Wasser-Rettung und Feuerwehr Mühlau HERIS-ID: 84185 Objekt-ID: 98271 TKK: 115954                                            | Haller Straße 4 Standort KG: Mühlau                              | Das Gebäude wurde 1927–1928 nach Plänen von Willi Stigler als Auto-Garage erbaut. Der schlichte L-förmige Baukörper wurde später als Feuerwehrhaus adaptiert und durch die Vermauerung der Garagentore und die Entfernung der hölzernen Vordächer verändert. Viele Elemente wie die Haupteingangstür, die hölzerne Stiege mit Zick-Zack-Motiv oder die an der nördlichen Ecke übergreifenden horizontalen Bänder an der Fassade, haben sich erhalten. | BDA-Hist.: Q38182189 Status: § 2a Stand der BDA-Liste: 2025-06-30 Name: Wasser-Rettung und Feuerwehr Mühlau GstNr.: 410/5 Wasserrettung und Feuerwehr Mühlau                                  |
| ja   | Datei hochladen | Kruzifix an der Auffahrt zum Sternbachschlössl HERIS-ID: 100216 Objekt-ID: 116435 TKK: 115955                               | bei Haller Straße 53 Standort KG: Mühlau                         | Das überdachte Wegkreuz vom Dreinageltypus stammt aus dem 19. Jahrhundert. | BDA-Hist.: Q37775665 Status: § 2a Stand der BDA-Liste: 2025-06-30 Name: Kruzifix an der Auffahrt zum Sternbachschlössl GstNr.: 387                                                            |
| ja   | Datei hochladen | Kriegergedächtniskapelle am Mühlauer Hauptplatz HERIS-ID: 84201 Objekt-ID: 98287 TKK: 115960                                | Hauptplatz Standort KG: Mühlau                                   | Die Kriegergedächtniskapelle am nördlichen Ende des Hauptplatzes wurde 1926 nach einem Entwurf von Willi Stigler errichtet. In einer offenen, übergiebelten Rundbogennische befindet sich ein von Alfons Schnegg geschaffenes Gemälde der Madonna mit Kind, umgeben von Engeln und einem verwundeten Soldaten. Auf beiden Seiten befinden sich Bronzetafeln mit den Namen der Gefallenen der beiden Weltkriege. | BDA-Hist.: Q38182232 Status: § 2a Stand der BDA-Liste: 2025-06-30 Name: Kriegergedächtniskapelle am Mühlauer Hauptplatz GstNr.: 597/1 Kriegergedächtniskapelle am Mühlauer Hauptplatz         |
| ja   | Datei hochladen | Altbau Volksschule Mühlau HERIS-ID: 84205 Objekt-ID: 98291 TKK: 115961                                                      | Hauptplatz 3 Standort KG: Mühlau                                 | Das Schulgebäude an der Westseite des Hauptplatzes wurde 1902 anstelle eines alten Bauernhofes errichtet. Der zweigeschoßige Bau in späthistoristischen Formen weist ein Mansarddach, ein Kordongesims und faschengerahmte Fenster auf. | BDA-Hist.: Q38182252 Status: § 2a Stand der BDA-Liste: 2025-06-30 Name: Altbau Volksschule Mühlau GstNr.: 571                                                                                 |
| ja   | Datei hochladen | Dorfbrunnen am Mühlauer Hauptplatz HERIS-ID: 84203 Objekt-ID: 98289 TKK: 115959                                             | vor Hauptplatz 4 Standort KG: Mühlau                             | Der Brunnen wurde 1929 nach einem Entwurf von Willi Stigler anstelle eines älteren Brunnens errichtet. Er besteht aus einem länglichen Granittrog mit abgeschrägten Ecken und einer Brunnensäule mit einem Mühlrad, dem Wappenzeichen Mühlaus. | BDA-Hist.: Q38182240 Status: § 2a Stand der BDA-Liste: 2025-06-30 Name: Dorfbrunnen am Mühlauer Hauptplatz GstNr.: 807/2                                                                      |
| ja   | Datei hochladen | Bürgerhaus Mühlegg HERIS-ID: 39576 Objekt-ID: 39348 TKK: 20695                                                              | Hauptplatz 6 Standort KG: Mühlau                                 | Das ursprünglich als Wohnhaus und Werkstatt der Plattnerfamilie Treytz dienende Gebäude wurde 1493 besitzrechtlich geteilt und wird seit 1598 als „Gut Mühlegg“ bezeichnet. Der langgestreckte, zweigeschoßige Mauerbau mit vorspringendem Satteldach besteht aus dem ursprünglichen Haupthaus in der westlichen Hälfte und dem damit vereinigten Stöckl im Osten. An der Südfassade befindet sich ein gotisch abgekantetes Spitzbogenportal und darüber ein abgefastes Rundbogenportal zu einem kleinen Holzbalkon. Die westliche Giebelfassade weist einen verschalten Holzgiebel und Renaissance-Fassadenmalerei auf. Die Malereien zeigen Architekturmalerei, Ornamente und das Wappen Erzherzog Ferdinands II., den Bindenschild und den Tiroler Adler, dazu die Jahreszahl 1577. Im Inneren haben sich ein kreuzgewölbter Flur und eine einarmige, im Auslauf gewendelte Treppe mit seichtem Tonnengewölbe erhalten. | BDA-Hist.: Q37990137 Status: Bescheid Stand der BDA-Liste: 2025-06-30 Name: Bürgerhaus Mühlegg GstNr.: .87                                                                                    |
| ja   | Datei hochladen | Nordkettenbahn – Talstation Hungerburg HERIS-ID: 39577 Objekt-ID: 39349 TKK: 116005                                         | Höhenstraße 145 Standort KG: Mühlau                              | Die Talstation der Nordkettenbahn auf der Hungerburg wurde wie die Station Seegrube und die Station Hafelekar von Franz Baumann entworfen und 1927/28 errichtet. Der zweigeschoßige Bau über annähernd rechteckigem Grundriss ist mit einem vorkragenden Sattel- bzw. Pultdach gedeckt. Der große Warte- und Schalterraum ist mit einer Holzbalkendecke mit doppeltem hölzernen Unterzug gedeckt. Das massive hölzerne Mobiliar (Eckbank, Rundtisch, Stühle) wurde ebenfalls von Baumann entworfen. | BDA-Hist.: Q64026789 Status: Bescheid Stand der BDA-Liste: 2025-06-30 Name: Nordkettenbahn – Talstation Hungerburg GstNr.: .257 Nordkettenbahn Talstation                                     |
| ja   | Datei hochladen | Außenerscheinung der Ladenvorbauten HERIS-ID: 101551 Objekt-ID: 117885 TKK: 58854                                           | Höhenstraße 147 Standort KG: Mühlau                              | Die 1953 nach Plänen von Manfred Prachensky errichteten Ladenvorbauten stellen durch ihren bogenförmigen Verlauf eine Verbindung zwischen der Bergstation der Hungerburgbahn und der Talstation der Nordkettenbahn her. Mit dem bogenförmigen Grundriss, dem Flugdach und der korrespondierenden Pflasterung stellen die Ladenvorbauten ein charakteristisches Beispiel für die Architektur der 1950er Jahre dar. | BDA-Hist.: Q37788177 Status: Bescheid Stand der BDA-Liste: 2025-06-30 Name: Außenerscheinung der Ladenvorbauten GstNr.: .285                                                                  |
| ja   | Datei hochladen | Statue hl. Jakobus HERIS-ID: 100215 Objekt-ID: 116434 TKK: 116007                                                           | Hoher Weg 1, in der Nähe Standort KG: Mühlau                     | Die Statue des hl. Jakobus aus weißem Marmor wurde 1957 von Erich Keber geschaffen. Sie war ursprünglich am Domplatz aufgestellt und steht jetzt an der Mühlauer Innbrücke. | BDA-Hist.: Q37775655 Status: § 2a Stand der BDA-Liste: 2025-06-30 Name: Statue hl. Jakobus GstNr.: 833                                                                                        |
| ja   | Datei hochladen | Judenbühel, alter jüdischer Friedhof HERIS-ID: 110613 Objekt-ID: 128327 TKK: 116008                                         | bei Hoher Weg 8 Standort KG: Mühlau                              | Auf einer kleinen Erhebung am Abhang der Nordkette befand sich bis 1864 der jüdische Friedhof von Innsbruck. An ihn erinnert eine 2009 eingeweihte Gedenkstätte, die von den Vorarlberger Architekten Ada und Reinhard Rinderer gestaltet wurde. | BDA-Hist.: Q19638783 Status: § 2a Stand der BDA-Liste: 2025-06-30 Name: Judenbühel, alter jüdischer Friedhof GstNr.: 442/1, 436, 437 Judenbühel, Innsbruck                                    |
| ja   | Datei hochladen | Elektrizitätswerk Mühlau III HERIS-ID: 26632 Objekt-ID: 23119 TKK: 9437                                                     | Holzgasse 10 Standort KG: Mühlau                                 | Das Elektrizitätswerk wurde 1908 von der Gemeinde Mühlau am Duftbachl anstelle der Tschonerschen Feigenmühle errichtet. Das traufseitig an der Holzgasse situierte Gebäude beherbergt in der östlichen Erdgeschoßhälfte den Maschinenraum mit zweiflügeliger Rechtecktüre und Doppelfenster und in der Westhälfte einen Werkstätten- bzw. Büroraum sowie einen Umspannraum. Im Obergeschoß befindet sich eine Wohnung mit vier regelmäßigen Fensterachsen mit Holzschlagläden. Die Fassaden sind zeittypisch mit Putzbänderung im Erdgeschoß, glatten Putzlisenen und Putzfaschen um die Fenster im Obergeschoß sowie mehrfach profiliertem Traufgesims gegliedert. | BDA-Hist.: Q37903008 Status: Bescheid Stand der BDA-Liste: 2025-06-30 Name: Elektrizitätswerk Mühlau III GstNr.: .53                                                                          |
| ja   | Datei hochladen | Lourdeskapelle HERIS-ID: 62676 Objekt-ID: 75249 TKK: 12395                                                                  | bei Holzgasse 15 Standort KG: Mühlau                             | Die Kapelle wurde um 1900 im neugotischen Stil errichtet. Die einjochige, gemauerte Kapelle über quadratischem Grundriss mit fünfseitigem Chorschluss weist ein Satteldach mit Giebelreiter auf. An der Giebelfassade befindet sich ein Spitzbogenportal mit einer einflügeligen, gotisierenden Eingangstür mit originaler Glasmalerei in den spitzbogenförmigen Füllungen. Der Betraum ist mit einem Tonnengewölbe versehen und im Gewölbe, an den Seitenwänden, der Rückwand und am Chorbogen mit einheitlicher, vorwiegend floraler Bemalung aus der Entstehungszeit geschmückt. Die Lourdesgrotte in der Altarnische ist durch ein niederes, schmiedeeisernes Gitter vom Betraum abgegrenzt. | BDA-Hist.: Q38100795 Status: Bescheid Stand der BDA-Liste: 2025-06-30 Name: Lourdeskapelle GstNr.: 518 Lourdeskapelle, Mühlau                                                                 |
| ja   | Datei hochladen | Villa Todeschini HERIS-ID: 81718 Objekt-ID: 95498 TKK: 37565                                                                | Josef-Schraffl-Straße 1 Standort KG: Mühlau                      | Die Villa wurde 1904 nach Plänen von Jakob Donei errichtet, der Dachboden in den 1930er Jahren ausgebaut. Die spätgründerzeitliche, ansitzartige zweigeschoßige Villa mit kubischem Baukörper und Walmdach orientiert sich an der romantischen Schlossarchitektur des späten 19. Jahrhunderts. Sie weist an der Straßenfront einen seichten Risalit mit Treppengiebel und einen zweiseitigen Erker mit geschwungenem, glasiertem Ziegeldach über Biforienfenstern auf. An der rechten Eingangsfront befindet sich ein Loggienvorbau mit Freitreppe, Balusterbrüstungen, toskanischen Säulen und glasiertem Zeltdach. An der Gartenfassade ist eine zweigeschoßige, hölzerne Veranda mit Pultdach angebaut. Die originale Garteneinfassung besteht aus einem ornamentierten Schmiedeeisengitter über gemauerter Brüstung, die Zugänge sind durch geschwungene Aufsätze hervorgehoben. | BDA-Hist.: Q38176403 Status: Bescheid Stand der BDA-Liste: 2025-06-30 Name: Villa Todeschini GstNr.: .130                                                                                     |
| ja   | Datei hochladen | Villa HERIS-ID: 83618 Objekt-ID: 97647 TKK: 22014                                                                           | Josef-Schraffl-Straße 4 Standort KG: Mühlau                      | Die Villa entstand 1904 durch den Umbau eines aus dem 18. Jahrhundert stammenden Bauernhauses. Der am Renaissanceansitz orientierte Bau ist mit seinen ausgewogenen Proportionen und seiner Form richtungsweisend für die Architektur der 1930er Jahre. Der zwei- bzw. dreigeschoßige Bau in Hanglage ist an jeder Front durch einen Mittelrisalit erweitert, der bei den Seitenfronten durch einen Dreiecksgiebel bekrönt wird. Unter dem vorkragenden Zeltdach befinden sich im zweiten Obergeschoß an der Süd- und Westfront ausladende fünfseitige Eckerker, die durch Holzbalkone mit Dockengeländer mit den Risaliten zu einer Galeriearchitektur verbunden sind. Der Verandavorbau der Westseite im Erdgeschoß und zweiten Obergeschoß ist mit toskanischen Ecksäulen versehen. Das Innere weist einen durchgehenden Mittelflur und eine zweiarmige Holztreppe auf. Der Garten ist von einer gestuften Mauer umgeben, die von einem Sockelkranz mit kugelbekrönten Steinverdachungen abgeschlossen wird. Das Gartenportal weist eine durchbrochene, von Nägeln geschmückte Rundbogentür und eine geschnitzte Jugendstilmaske auf. | BDA-Hist.: Q38180971 Status: Bescheid Stand der BDA-Liste: 2025-06-30 Name: Villa GstNr.: .56                                                                                                 |
| ja   | Datei hochladen | Kraftwerk II der Kunstmühle Anton Rauch mit Maschinenausstattung und Wehranlage HERIS-ID: 62059 Objekt-ID: 74576 TKK: 20300 | Kirchgasse 6 Standort KG: Mühlau                                 | Das zweite Kraftwerk der Rauch-Mühle wurde 1899 am Mühlauer Bach errichtet, um die elektrische Schleppbahn, die die Mühle mit der Hauptbahn verband, zu betreiben. Im August 1914 kam es durch Unterspülung zu einem teilweisen Einsturz der Mühle und des Kraftwerks, die beide in kurzer Zeit wiederhergestellt wurden. Das nach wie vor in Betrieb befindliche Kraftwerk ist im Wesentlichen in der Form des Umbaus von 1914/15 erhalten. Das Gebäude mit Walmdach und hochrechteckigen Fenstern ist auf der Ostseite über zwei Rechteckportale erschlossen. Das Innere ist durch die Schalttafel in den nördlichen Schaltraum und den südlich angeordneten Maschinenraum zweigeteilt. Die Schaltwand ist in fünf Felder unterteilt, in denen die Schalter und Kontrollanzeigen in Marmortafeln bzw. seitlich in Holz mit Marmorierung eingelassen sind. Profilierungen und reduzierte späte Jugendstilornamente leiten zur mittigen, bekrönenden Uhr über. Südlich an das Kraftwerk ist ein Wohnhaus angebaut. | BDA-Hist.: Q38098639 Status: Bescheid Stand der BDA-Liste: 2025-06-30 Name: Kraftwerk II der Kunstmühle Anton Rauch m. Maschinenausstattung und Wehranlage GstNr.: 843/1, .77 Rauch-Kraftwerk |
| ja   | Datei hochladen | Elektrizitätswerk Mühlau IV, ehem. Weyrer HERIS-ID: 26629 Objekt-ID: 23116 TKK: 9401                                        | Kirchgasse 17 Standort KG: Mühlau                                | Das Kraftwerk wurde 1906/07 von der Lodenfabrik Weyrer anstelle der Hintermühle errichtet. An der steil ansteigende Kirchgasse ragt die Westseite des Gebäudes in normaler Geschoßhöhe über dem Straßenniveau auf, während die übrige, an drei Seiten freistehende Maschinenhalle doppelte Raumhöhe aufweist. An der Südfassade befindet sich das zweiflügelige, rechteckige Eingangsportal mit eingemeißelter Jahreszahl 1907 unterhalb der Oberlichte. Die hohen Rechteckfenster an den drei freistehenden Seiten sind als fixe, vielteilige Verglasung mit kippbarer Oberlichte ausgeführt. Die Fassaden sind mit historistischen Elementen wie Putzquadern an den Hausecken und Keilsteinen an den Fensterstürzen gegliedert. Im Inneren befindet sich an der Westseite des Maschinenraumes die Schalttafel mit der bekrönenden Uhr, darüber eine gemalte Aufschrift in Jugendstilrahmung mit den Daten von Bauherren und Baujahr. Die Maschinenausstattung ist im Wesentlichen aus dem Erbauungsjahr erhalten. | BDA-Hist.: Q37902973 Status: Bescheid Stand der BDA-Liste: 2025-06-30 Name: Elektrizitätswerk Mühlau IV, ehem. Weyrer GstNr.: .61/2 Elektrizitätswerk der Lodenfabrik Weyrer                  |
| ja   | Datei hochladen | Bildstock HERIS-ID: 100819 Objekt-ID: 117093 TKK: 116152                                                                    | Mühlenweg Standort KG: Mühlau                                    | Der um 1500 geschaffene spätgotische Bildstock aus Höttinger Breccie war ursprünglich in die Begrenzungsmauer gegenüber dem Sternbachschlössl eingebunden und wurde 1999 an den heutigen Standort versetzt. | BDA-Hist.: Q37785798 Status: § 2a Stand der BDA-Liste: 2025-06-30 Name: Bildstock GstNr.: 807/3                                                                                               |
| ja   | Datei hochladen | Neuer Friedhof Mühlau mit Friedhofskapelle HERIS-ID: 86700 Objekt-ID: 101021 TKK: 116153                                    | Mühlenweg Standort KG: Mühlau                                    | Der neue Mühlauer Friedhof wurde 1926 nach Plänen von Willi Stigler angelegt und 1986 erweitert. Die Anlage am Hang des Scheibenbichls ist von einer mit Holzschindeln gedeckten Mauer umgeben. In der Nordwestecke des alten Friedhofteils befindet sich die 1926 errichtete Friedhofskapelle mit der Einsegnungshalle und einem Verwaltungsbau, die durch einen kreuzgratgewölbter Arkadengang verbunden sind. Die Fresken wurden 1935 von Toni Kirchmayr geschaffen. | BDA-Hist.: Q18629414 Status: § 2a Stand der BDA-Liste: 2025-06-30 Name: Neuer Friedhof Mühlau mit Friedhofskapelle GstNr.: .184, 674/1, 674/2 Neuer Friedhof Mühlau                           |
| ja   | Datei hochladen | Villa Waldeck HERIS-ID: 63041 Objekt-ID: 75648 TKK: 38                                                                      | Oberkoflerweg 3 Standort KG: Mühlau                              | Die Villa wurde 1902/03 von Josef Retter errichtet. Der an mittelalterliche Schlossarchitektur angelehnte Bau ist mit einer reich verschnittenen, durch Kamine und Dachgaupen verzierten Dachpartie, mit Rundbogenaufsätzen bekrönten Treppengiebeln an den Schauseiten und Biforienfenstern in den Giebeln gestaltet. Die vordere Ecke weist einen reich verzierten Schweizerbalkon auf, die Gartenseite einen Verandaanbau. Die Fassaden sind durch Eckquaderketten an allen Hauskanten, Profilgesimse zwischen den Geschoßen und Fenstereinfassungen gegliedert. Die Innenerschließung erfolgt über ein zentrales Stiegenhaus mit zweiläufiger Treppe. | BDA-Hist.: Q38101969 Status: Bescheid Stand der BDA-Liste: 2025-06-30 Name: Villa Waldeck GstNr.: .128                                                                                        |
| ja   | Datei hochladen | Wohnhaus, ehem. Fischmeisterhaus HERIS-ID: 62145 Objekt-ID: 74669 TKK: 20301                                                | Richardsweg 1 Standort KG: Mühlau                                | Das ehemalige Fischmeisterhaus wurde 1563 als landesfürstliches Amtsgebäude von Kaiser Ferdinand I. errichtet. Der zweigeschoßige Renaissancebau ist mit einem Walmdach mit drei gemauerten Kaminen und einer Dachgaupe nach Westen abgeschlossen. Die südliche Eingangsfassade ist durch ein zartes Profilgesims zwischen Erdgeschoß und Obergeschoß und ein Rechteckportal aus Höttinger Breccie gegliedert. Im Inneren haben sich Räume mit Kreuzgewölbe und barockem Tonnengewölbe erhalten. | BDA-Hist.: Q38098901 Status: Bescheid Stand der BDA-Liste: 2025-06-30 Name: Wohnhaus, ehem. Fischmeisterhaus GstNr.: 489                                                                      |
| ja   | Datei hochladen | Villa HERIS-ID: 65799 Objekt-ID: 78668 TKK: 38097                                                                           | Richardsweg 7 Standort KG: Mühlau                                | Die ansitzartige Villa Jachmann wurde 1905 nach Plänen von Josef Retter im Heimatstil mit Fachwerk errichtet. Sie weist einen mächtigen Turm und reich gegliederte, mit gebrannten Biberschwanztonziegeln gedeckte Dachflächen auf. | BDA-Hist.: Q38111688 Status: Bescheid Stand der BDA-Liste: 2025-06-30 Name: Villa GstNr.: .30 Villa Jachmann (Mühlau)                                                                         |
| ja   | Datei hochladen | Ansitz Sonnenheim HERIS-ID: 61455 Objekt-ID: 73870 TKK: 18327                                                               | Richardsweg 8 Standort KG: Mühlau                                | Die Villa in steiler Hanglage wurde 1904 nach Plänen von Josef Hosp erbaut und 2005 um eine Terrasse ergänzt. Die herrschaftliche, dreigeschoßige Villa im Landhauscharakter mit Kreuzsatteldach weist einen Treppenturm an der nordöstlichen Eingangsfront auf, der von einem achteckigen Fachwerkaufbau mit Zeltdach abgeschlossen wird. Die Straßenfront ist durch einen flachen Erker im Obergeschoß, die Gartenfront durch einen gemauerten, mit Rundbogenfenstern arkadenartig gestalteten Verandabau und einen unter dem Hauptgiebel eigens übergiebelten Risalit gegliedert. Am Verandabau befindet sich eine gemalte Sonnenuhr. Ein Jugendstilgemälde neben dem Treppenturm zeigt zwei kleine Mädchen in gebauschten Schleiergewänden die eine Vase mit Blumen flankieren und ein Band um einen Kranz von Rosen winden. Der Ansitzcharakter wird durch eine mächtige, in Stufen ansteigende, zum Teil als Stützmauer ausgebildete Gartenmauer mit gemauerten Pfeilern und Schmiedeeisengitter betont. | BDA-Hist.: Q38095972 Status: Bescheid Stand der BDA-Liste: 2025-06-30 Name: Ansitz Sonnenheim GstNr.: 698/7                                                                                   |
| ja   | Datei hochladen | Volksschule Neu Arzl, Kunst-am-Bau HERIS-ID: 89534 Objekt-ID: 104167 TKK: 116195                                            | Rotadlerstraße 10 Standort KG: Mühlau                            | | BDA-Hist.: Q37738849 Status: § 2a Stand der BDA-Liste: 2025-06-30 Name: Volksschule Neu Arzl, Kunst-am-Bau GstNr.: 73                                                                         |
| ja   | Datei hochladen | Ehem. Hofbrunnenleitungshäuschen westlich der Schweinsbrücke HERIS-ID: 27213 Objekt-ID: 23729 TKK: 14554                    | gegenüber Schillerweg 2d Standort KG: Mühlau                     | Nach der ersten, 1485 von Hötting nach Innsbruck verlegten städtischen Trinkwasserleitung, wurde um 1595 für die Trinkwasserversorgung des Hofes und der neugebauten Ruhelust eine Wasserleitung von Mühlau in die Stadt errichtet, die das Wasser nicht aus Quellen, sondern einem offen fließenden Bachlauf entnahm. Das aus dem 18. Jahrhundert stammende Leitungshäuschen ist ein schlichter Mauerbau mit Satteldach, der abgesehen vom rechteckigen Eingangsportal mit Steingewände an der südlichen Giebelfassade schmuck- und öffnungslos ist. Vor dem Haus befindet sich eine Wasserrinne mit steinerner Brunnenschale. | BDA-Hist.: Q37909126 Status: Bescheid Stand der BDA-Liste: 2025-06-30 Name: Ehem. Hofbrunnenleitungshäuschen westlich der Schweinsbrücke GstNr.: 689/40                                       |
| ja   | Datei hochladen | Trinkwasserversorgung, Trinkwasserbehälter und Krafthausanlage Mühlau 1 HERIS-ID: 26628 Objekt-ID: 23115 TKK: 8578          | Schillerweg 5 Standort KG: Mühlau                                | Die Kombination aus Trinkwasserspeicher und Kraftwerk wurde von 1942 bis 1951 errichtet. Die Anlage besteht aus dem zweigeschoßigen Schalthaus, dem senkrecht dazu stehenden Maschinenhaus und dem im Süden vorgelagerten, großteils unterirdisch liegenden Schieberhaus. Am Schalthaus befinden sich seichte Balkone. Die Maschinenhalle weist hohe Rechteckfenster mit darüber liegenden Oberlichten und eine monumentale Portalarchitektur an der nordseitigen Straßenfassade auf. In der Maschinenhalle befinden sich zwei Maschinensätze mit Turbine und direktgekuppeltem Generator. Der Trinkwasserspeicher südwestlich der Krafthausanlage wurde aus Stahlbeton errichtet. | BDA-Hist.: Q37902958 Status: Bescheid Stand der BDA-Liste: 2025-06-30 Name: Trinkwasserversorgung, Trinkwasserbehälter und Krafthausanlage Mühlau 1 GstNr.: 692/14                            |
| ja   | Datei hochladen | Kath. Pfarrkirche hl. Leonhard mit umgebendem Friedhof HERIS-ID: 87034 Objekt-ID: 101412 TKK: 116213                        | neben Schloßfeld 2 Standort KG: Mühlau                           | Die erhöht über dem Dorfzentrum liegende Pfarrkirche wurde 1748–1750 anstelle eines mittelalterlichen Vorgängerbaus errichtet. Der einschiffige, dreijochige Saalbau mit leicht ausladendem Querschiff und stark eingezogenem Chor mit 5/8-Schluss wurde außen 1851–1862 nach Plänen von Anton Geppert im neuromanischen Stil umgestaltet. Die Architektur des Innenraums ist noch weitgehend barock. Die Fresken wurden 1749 von Johann Michael Strickner geschaffen. Die Ausstattung stammt aus unterschiedlichen Epochen. | BDA-Hist.: Q37718238 Status: § 2a Stand der BDA-Liste: 2025-06-30 Name: Kath. Pfarrkirche hl. Leonhard mit umgebendem Friedhof GstNr.: .72, 596 Pfarrkirche Mühlau                            |
| ja   | Datei hochladen | Widum Mühlau/ehem. Ansitz HERIS-ID: 55721 Objekt-ID: 64526 TKK: 116214                                                      | Schloßfeld 2 Standort KG: Mühlau                                 | Der seit 1501 urkundlich nachweisbare Ansitz Ehrentreytz wurde im ersten Viertel des 18. Jahrhunderts als Sommersitz der Reichsgrafen von Lodron neu gebaut. Im 19. Jahrhundert wurde darin eine Naturheilanstalt eingerichtet. Danach wurde das Gebäude von der Gemeinde Mühlau erworben, als Widum und Schule genutzt und 1927 umgebaut. Das lang gestreckte, zweigeschoßige Gebäude auf rechteckigem Grundriss ist von einem weit vorkragenden Walmdach bedeckt. An der Westfassade befindet sich ein ovales Gnadenbild Mariahilf in einem profilierten Stuckrahmen vom Ende des 18. oder Anfang des 19. Jahrhunderts. | BDA-Hist.: Q38067459 Status: § 2a Stand der BDA-Liste: 2025-06-30 Name: Widum Mühlau/ehem. Ansitz GstNr.: .70, 597/2                                                                          |
| ja   | Datei hochladen | Kath. Pfarrkirche zum hl. Papst Pius X. mit Campanile und Pfarrhaus/Neu-Arzl HERIS-ID: 55725 Objekt-ID: 64533 TKK: 83558    | Spingeser Straße 14 Standort KG: Mühlau                          | Die Kirche der Moderne wurde von 1959 bis 1960 nach den Plänen des Architekten Josef Lackner erbaut. Kreuzwegreliefs und Tischaltar mit Kruzifix vom Bildhauer Hans Ladner. | BDA-Hist.: Q17127514 Status: § 2a Stand der BDA-Liste: 2025-06-30 Name: Kath. Pfarrkirche zum hl. Papst Pius X. mit Campanile und Pfarrhaus/Neu-Arzl GstNr.: 60 Pfarrkirche Neu-Arzl          |
| ja   | Datei hochladen | Ansitz Rizol HERIS-ID: 39582 Objekt-ID: 39354 TKK: 116241                                                                   | Sternbachplatz 1 Standort KG: Mühlau                             | Der 1469 erstmals urkundlich erwähnte Ansitz wurde 1538 um- oder neu gebaut. 1706 wurde er mit dem benachbarten Ansitz Grabenstein von Franz Andreas Sternbach gekauft und durch zwei Verbindungsbauten zum Schloss Mühlau vereinigt. Der ehemals rechteckige Renaissancebau erstreckt sich hufeisenförmig mit zwei barocken Flügelbauten gegen einen Park mit noch weitgehend erhaltener barocker Anlage. Das Innere ist barock gestaltet und weist Stuckaturen sowie Decken- und Wandmalereien von Jakob Placidus Altmutter und Kaspar Waldmann auf. | BDA-Hist.: Q37990168 Status: Bescheid Stand der BDA-Liste: 2025-06-30 Name: Ansitz Rizol GstNr.: .90                                                                                          |
| ja   | Datei hochladen | Kapelle Maria Hilf am Grabenstein HERIS-ID: 39584 Objekt-ID: 39356 TKK: 116242                                              | bei Sternbachplatz 1 Standort KG: Mühlau                         | Die zum Schloss Mühlau gehörende Kapelle wurde um 1720 errichtet. Die Giebelfassade mit zweigeschoßiger Portalarchitektur ist durch Pilaster gegliedert. Der Saalraum ist im Inneren mit Stuckaturen und Fresken von Kaspar Waldmann geschmückt. | BDA-Hist.: Q37990200 Status: Bescheid Stand der BDA-Liste: 2025-06-30 Name: Kapelle Maria Hilf am Grabenstein GstNr.: .94 Kapelle Maria Hilf am Grabenstein                                   |
| ja   | Datei hochladen | Ansitz Sternbach HERIS-ID: 39583 Objekt-ID: 39355 TKK: 116243                                                               | Sternbachplatz 2 Standort KG: Mühlau                             | Ein älteres Haus wurde 1470 im gotischen Stil umgebaut und vergrößert. 1706 wurde der Ansitz mit dem benachbarten Ansitz Rizol von Franz Andreas Sternbach gekauft und durch zwei Verbindungsbauten zum Schloss Mühlau vereinigt. Der rechteckige Bau mit Eckerkern mit Giebelfront zur Straße ist samt den südlichen, am Mühlauer Bach gelegenen Wirtschaftsanbauten in der Form des 15. Jahrhunderts erhalten, lediglich das Dach wurde um 1720 verändert. | BDA-Hist.: Q37990188 Status: Bescheid Stand der BDA-Liste: 2025-06-30 Name: Ansitz Sternbach GstNr.: .91 Ansitz Sternbach, Innsbruck                                                          |
| ja   | Datei hochladen | Hungerburgbahn, Innbrücke, Nördl. Auflager HERIS-ID: 100163 Objekt-ID: 116375 TKK: 116281                                   | Standort KG: Mühlau                                              | Die 156 m lange Brücke der alten Hungerburgbahn wurde 1906 als Eisenfachwerkbrücke errichtet. Sie führt steil ansteigend mit zwei Flusspfeilern und einem am nördlichen Ufer über den Inn und den Hohen Weg. Der südliche Teil liegt in der Katastralgemeinde Innsbruck. | BDA-Hist.: Q64026741 Status: Bescheid Stand der BDA-Liste: 2025-06-30 Name: Hungerburgbahn, Innbrücke, Nördl. Auflager GstNr.: 833, 863 Alte Hungerburgbahn, Innbrücke                        |
| ja   | Datei hochladen | Hungerburgbahn, Viadukt HERIS-ID: 5295 Objekt-ID: 1157 TKK: 116282                                                          | Standort KG: Mühlau                                              | Der Stampfbeton-Viadukt unterhalb der Bergstation hat eine Länge von 160 Metern und eine durchschnittliche Höhe von 12 Metern. Er führt über 15 Bögen mit einer lichten Weite von 6 Metern. | BDA-Hist.: Q64026740 Status: Bescheid Stand der BDA-Liste: 2025-06-30 Name: Hungerburgbahn, Viadukt GstNr.: 865                                                                               |